# Peter Altenberg

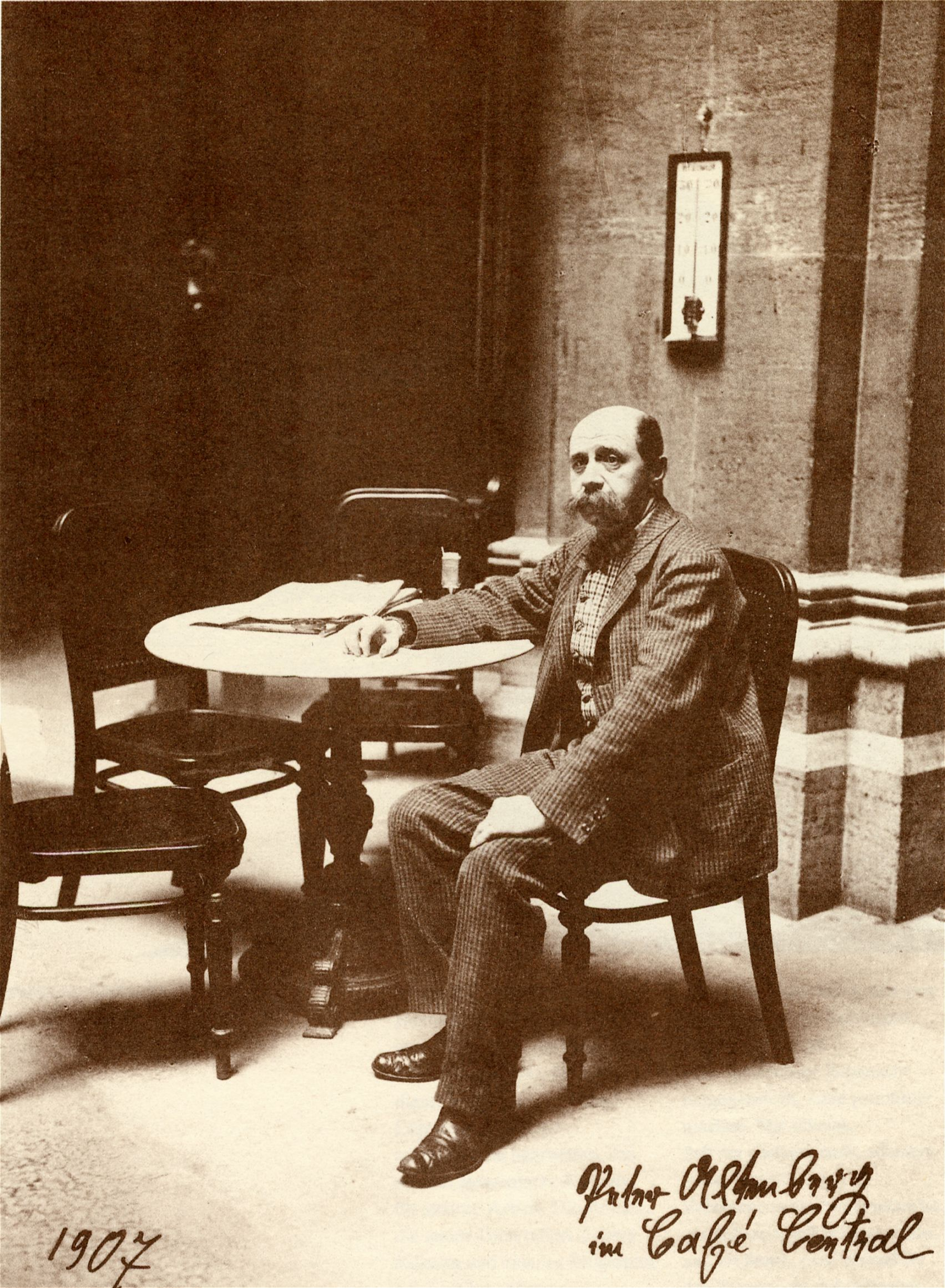
Peter Altenberg in Café Central

Peter Altenberg (pseudoniem van Richard Engländer; Wenen, 9 maart 1859 – aldaar, 8 januari 1919) was een Oostenrijks schrijver en een prominent figuur in de Weense koffiehuiscultuur rond 1900.
Altenberg groeide op in een Joods gezin uit de gegoede burgerij. Hij studeerde medicijnen en rechten, maar maakte beide studies niet af. Hij schrijft in een van zijn schetsen dat hem vervolgens op doktersadvies werd afgeraden om te werken. Altenberg nam zijn intrek in hotel Graben en sleet zijn dagen vooral in Café Central, waar hij zelfs zijn post liet bezorgen. De schrijver behoorde tot de intellectuele gemeenschap van zijn tijd en was onder meer bevriend met Adolf Loos en Karl Kraus. Van hen ontving hij ook geld voor zijn levensonderhoud.
Op een zeker moment begon Altenberg aan zijn cafétafel korte stukjes te schrijven, met name schetsen over het koffiehuisleven. Deze stukjes vielen in de smaak en werden uitgegeven in verschillende bundels. Met droge humor en een scherp waarnemingsvermogen was hij een voorloper van talloze columnisten en stukjesschrijvers van latere tijden. Teksten van zijn hand werden op muziek gezet door de componist Alban Berg. De bundels waren ook een commercieel succes, wat niet betekende dat hij zonder de steun van zijn vrienden kon leven. Altenberg stierf relatief jong, verzwakt door de inname van grote hoeveelheden drank. Zijn grafmonument, een modernistisch kruis, was ontworpen door Loos. Kraus sprak de grafrede uit.
Altenberg is nog steeds een van de iconen van de stad Wenen. In café Central is een beeld van hem aan een tafeltje neergezet en ook hotel Graben maakt nog altijd reclame met zijn beroemdste gast.

## Werk
- Wie ich es sehe. Berlijn: S. Fischer, 1896; Zürich: Manesse, 2007, ISBN 978-3-7175-2128-0
- Ashantee. Berlijn: Fischer, 1897; Wenen: Loecker, 2008, ISBN 978-3-85409-460-9
- Was der Tag mir zuträgt. Fünfundfünfzig neue Studien. Berlijn: Fischer, 1901
- Prodromos. Berlijn: Fischer, 1906
- Märchen des Lebens. Berlijn: Fischer, 1908/1919
- Die Auswahl aus meinen Büchern. Berlijn: Fischer, 1908
- Bilderbögen des kleinen Lebens. Berlijn: Reiss, 1909
- Neues Altes. Berlijn: Fischer, 1911
- Semmering 1912. Berlijn: Fischer, 1913
- Fechsung. Berlijn: Fischer, 1915
- Nachfechsung. Berlijn: Fischer, 1916
- Was der Tag mir zuträgt. Fünfundsechzig neue Studien (Sechste vermehrte und veränderte Auflage). Berlijn: Fischer, 1917
- Vita ipsa. Berlijn: Fischer, 1918
- Mein Lebensabend. Berlijn: Fischer, 1919
- Der Nachlass von Peter Altenberg, zusammengestellt von Alfred Polgar. Berlijn: Fischer, 1925.
- Peter Altenberg. Auswahl von Karl Kraus, herausgegeben von Sigismund von Radecki. Zürich: Atlantis, 1963
- Das Buch der Bücher von Peter Altenberg, zusammengestellt von Karl Kraus. 3 Bände. Göttingen: Wallstein, 2009, ISBN 978-3-8353-0409-3
- Die Selbsterfindung eines Dichters. Briefe und Dokumente 1892–1896, hrsg. und mit einem Nachwort von Leo A. Lensing. Göttingen: Wallstein, 2009, ISBN 978-3-8353-0552-6

- Bibsys: 90242810
- Biblioteca Nacional de España: XX1267174
- Bibliothèque nationale de France: cb11888573v (data)
- Catàleg d'autoritats de noms i títols de Catalunya: 981058517292406706
- CiNii: DA01938123
- Digitale Bibliotheek voor de Nederlandse Letteren: alte018
- Gemeinsame Normdatei: 118502255
- International Standard Name Identifier: 0000 0001 0871 7012
- Library of Congress Control Number: n80046441
- Nationale Bibliotheek van Letland: 000045645
- MusicBrainz: 6d67659d-4e68-44f1-a0a3-fece9672f8c8
- Bibliotheek van het Japanse parlement: 00671126
- Nationale Bibliotheek van Tsjechië: jn19981000092
- Nationale bibliotheek van Australië: 35003986
- Nationale Bibliotheek van Israël: 987007257781505171
- Nationale Bibliotheek van Polen: a0000001243068
- Nationale en Universitaire bibliotheek Zagreb: 000287324
- Nederlandse Thesaurus van Auteursnamen: 06981001X
- Réseau des bibliothèques de Suisse occidentale: 02-A000006304
- RKD-Nederlands Instituut voor Kunstgeschiedenis: 381986
- Istituto Centrale per il Catalogo Unico: RAVV023704
- SNAC: w6t445r3
- Système universitaire de documentation: 026683415
- Trove: 786031
- Virtual International Authority File: 14765396
- WorldCat: E39PBJmxVqKBpFPdRxdhK9Qcyd